# ユメックス (電気機器)
株式会社ユメックスは、兵庫県姫路市に本社を置く照明用・業務用放電灯を製造販売する企業。

## 概要
- 企業名　株式会社ユメックス
- 沿革　1992年（平成4年）10月　設立
- 代表者　代表取締役　千木慶隆
- 資本金　1億9450万円
- 本社所在地　兵庫県姫路市夢前町糸田400
  - 海外拠点　4ヶ所